# Glandularia teucriifolia
Glandularia teucriifolia là một loài thực vật có hoa trong họ Cỏ roi ngựa. Loài này được (M.Martens & Galeotti) Umber mô tả khoa học đầu tiên năm 1979.